# Up10tion
Up10tion (кор. 업텐션; стилизуется UP10TION; произносится как «up-tension», аббревиатура для «Невероятно совершенных 10 участников Teenage Idol Open Now») — южнокорейский бой-бенд, сформированный под руководством TOP Media в 2015 году. Группа состоит из десяти участников: Чинху, Кун, Когёль, Джинхёк, Битто, Усок, Сонюль, Кюджин, Хванхи и Сяо. Группа дебютировала в 2015 году с мини-альбомом Top Secret. В 2017 году они дебютировали в Японии с мини-альбомои ID.

## История

### 2015: Предебют
В июле 2015 года каждый член UP10TION дебютировал и был представлен один за другим через шоу Masked Rookie King, также известное как King of Masked Rookie UP10TION, который является пародией на King of Mask Singer от MBC. Участники соревновались и показывали свои способности и прелести, нося маску перед судейской коллегией. Те, кого выбрали судьи, смогут снять маску. В состав судейской коллегии вошли Энди Шинхва, Чонджи Тин Топ, 100 %, Рокхён и Чанён. Первый член, который был представлен, Ушин, он очень похож на Пак Бо Го Ма. Второй и третий член — Чинху и Хванхи. Четвертый участник исполнял бит, с глубоким проникновенным голосом, а пятый был Когёль с мощным и эмоциональным вокалом. Шестой и седьмой участники были Кун и Сонюль, у которых достаточно очаровательные визуальные и голоса. Группа из 10 членов была наконец представлена со своими последними членами Вэй, Кюджин и Сяо.

### 2015: Дебют сTop SecretиBRAVO!
9 сентября UP10TION провели дебютную презентацию в концертном зале AX в Сеуле. Дебютный мини-альбом UP10TION Top Secret, включающий дебютный сингл So, Dangerous, был выпущен 11 сентября 2015 года. Альбом дебютировал под номером 9 и достиг 7 места в чартах Gaon Album. Дебют официальной музыкальной программы состоялся 10 сентября на M! Countdown канала Mnet, исполняя свой дебютный сингл «So, Dangerous». Они также выступили с дебютным альбомом в Пекине 22 сентября. Музыкальное видео «So, Dangerous» заняло 9-е место в Billboard’s Most Viewed K-pop Videos в Америке за сентябрь 2015 года.
26 ноября UP10TION выпустили свой второй мини-альбом BRAVO! С ведущим синглом «Catch me!» Который был спродюсирован Игги и Ен Бэ, который спродюсировал «Heaven» Ailee и «Me Gustas Tu» группы GFriend. Он также включает в себя трек Party2nite, который был написан и составлен Чанджо из Teen Top. Альбом достиг максимума на пятом месте в альбомных чартах Gaon.

### 2016 — настоящее время:Spotlight, Японский дебют сSummer Go! и BURST
После трехмесячного перерыва, UP10TION выпустили свой третий мини-альбом Spotlight с заглавной песней «Attention» 18 апреля. В мае 2016 года TOP Media подтвердило, что UP10TION проведет свою дебютную выставку в Токио 4 июня, после чего, встреча состоится 5 июня на реке Осака. 5 августа UP10TION вернулись с четвертым мини-альбомом, посвящённый лету, под названием Summer Go! В тот же день был выпущен официальный видеоклип на заглавный трек «Tonight», выражающий атмосферу «охлажденной вечеринки».
Позднее в 2016 году UP10TION выпустили свой 5-й мини-альбом BURST с заглавной песней «White Night». Группа выпустила свои тизер-фото, заявив, что они отказываются от своей «милой концепции» и возвращаются к первоначальной мужественности. 21 ноября 2016 года BURST был выпущен в 00:30 KST, объявив о 30-минутной задержке с выпуском альбома в его оригинальное полуночное время.
Up10TION выпустили свой дебютный японский сингл 『ID(アイディー)』27 февраля 2017 года.

## Участники
- Чинху (кор.: 진후), настоящее имя: Ким Джин Ук (кор.: 김진욱) родился 2 августа 1995 г. — лидер, вокалист.
- Кун (кор.: 쿤), настоящее имя: Но Су Иль (кор.: 노수일) родился 11 ноября 1995 г. — рэпер, вокалист.
- Джинхёк (кор.: 진혁), настоящее имя: Ли Джин Хек (кор: 이진혁) родился 8 июня 1996 г. — рэпер.
- Когёль (кор.: 고결), настоящее имя: Го Мин Су (кор.:고민수) родился 19 мая 1996 г. — вокалист.
- Битто (кор.: 비토), настоящее имя: Ли Чан Хён (кор.: 이창현) родился 24 августа 1996 г. — рэпер.
- Усок (кор.: 우신), настоящее имя: Ким У Сок (кор.: 김우석) родился 27 октября 1996 г. — вокалист.
- Сонюль (кор.: 선율), настоящее имя: Сон Йе Ин (кор.: 선예인) родился 6 ноября 1996 г. — вокалист.
- Кюджин (кор.: 규진), настоящее имя: Хан Кю Джин (кор.: 한규진) родился 21 ноября 1997 г. — вокалист.
- Хванхи (кор.: 환희), настоящее имя: Ли Хван Хи (кор.: 이환희) родился 6 мая 1998 г. — вокалист.
- Сяо (кор.: 샤오), настоящее имя: Ли Дон Ёль (кор.: 이동열) родился 13 декабря 1998 г. — вокалист.

## Дискография

### Студийные альбомы
| Название   | Детали альбома                                                                                    | Позиции в чартах | Позиции в чартах | Продажи                     |
| ---------- | ------------------------------------------------------------------------------------------------- | ---------------- | ---------------- | --------------------------- |
| Название   | Детали альбома                                                                                    | Korean           | Japan            | Продажи                     |
| Invitation | • Выпущен: 24 сентября 2017 • Лейбл: TOP Media, LOEN Entertainment • Формат: CD, digital download | 2                | 14               | • KOR: 75,594 • JPN: 14,872 |

### Мини-альбомы
| Название                   | Детали альбома                                                                                         | Позиции в чартах | Позиции в чартах | Позиции в чартах | Позиции в чартах | Продажи                     |           |
| Название                   | Детали альбома                                                                                         | KOR              | JPN              | US Heat          | US World         | Продажи                     |           |
| Корейский                  | Корейский                                                                                              | Корейский        | Корейский        | Корейский        | Корейский        | Корейский                   | Корейский |
| -------------------------- | --- | ---------------- | ---------------- | ---------------- | ---------------- | --------------------------- | --------- |
| Top Secret                 | - Выпущен: 11 сентября 2015 - Лейбл: TOP Media, LOEN Entertainment - Формат: CD, digital download      | 7                | —                | —                | —                | - KOR: 16,249               |           |
| Bravo!                     | - Выпущен: 26 ноября 2015 - Лейбл: TOP Media, LOEN Entertainment - Формат: CD, digital download        | 5                | —                | —                | —                | - KOR: 31,611               |           |
| Spotlight                  | - Выпущен: 18 апреля 2016 - Лейбл: TOP Media, LOEN Entertainment - Формат: CD, digital download        | 4                | 5                | —                | —                | - KOR: 62,848 - JPN: 18,235 |           |
| Summer Go!                 | - Выпущен: 5 августа 2016 - Лейбл: TOP Media, LOEN Entertainment - Формат: CD, digital download        | 1                | 8                | —                | —                | - KOR: 73,561 - JPN: 16,326 |           |
| Summer Go!                 | - Пере-выпущен: 20 сентября 2016 - Лейбл: TOP Media, LOEN Entertainment - Формат: CD, digital download | 3                | —                | —                | —                | - KOR: 73,561 - JPN: 16,326 |           |
| Burst                      | - Выпущен: 21 ноября 2016 - Лейбл: TOP Media, LOEN Entertainment - Формат: CD, digital download        | 1                | 25               | —                | —                | - KOR: 83,737 - JPN: 10,152 |           |
| Star;dom                   | • Выпущен: 24 сентября 2017 • Лейбл: TOP Media, LOEN Entertainment • Формат: CD, digital download      | 1                | 18               | —                | —                | • KOR: 95,253 • JPN: 6,483  |           |
| 2017 Special Photo Edition | • Выпущен: 27 октября 2017 • Лейбл: TOP Media, LOEN Entertainment • Формат: CD, digital download       | 11               | 37               | —                | —                | • KOR: 22,392 • JPN: 3,585  |           |
| 2018 Special Photo Edition | • Выпущен: 20 августа 2018 • Лейбл: TOP Media, LOEN Entertainment • Формат: CD, digital download       | 3                | 29               | —                | —                | • KOR: 23,320 • JPN: 3,585  |           |
| Laberinto                  | • Выпущен: 6 декабря 2018 • Лейбл: TOP Media, LOEN Entertainment • Формат: CD, digital download        | 4                | 17               | —                | —                | • KOR: 40,428 • JPN: 3,373  |           |

### Сингл альбомы
| Название        | Детали альбома                                                                       | Позиции в чартах | Позиции в чартах | Продажи               |
| Название        | Детали альбома                                                                       | JPN Hot          | JPN              | Продажи               |
| Japanese        | Japanese                                                                             | Japanese         | Japanese         | Japanese              |
| --------------- | ------------------------------------------------------------------------------------ | ---------------- | ---------------- | --------------------- |
| ID (アイディー) | - Выпущен: 8 марта 2017 - Лейбл: Kiss Entertainment - Формат: CD, digital download   | 3                | 4                | - JPN: 159,779 (Gold) |
| Wild Love       | - Выпущен: 24 января 2018 - Лейбл: Kiss Entertainment - Формат: CD, digital download | 3                | 3                | • JPN: 30,199         |
| Chaser          | - Выпущен: 8 августа 2018 - Лейбл: Kiss Entertainment - Формат: CD, digital download | 3                | 2                | • JPN: 36,375         |

### Сотрудничество
| Год  | Музыкальное видео | Артист                   | Альбом    |
| ---- | ----------------- | ------------------------ | --------- |
| 2016 | «Cherish»         | Сонюль с Юджу из GFriend | Spotlight |

### Саундтреки
| Год  | Название | Артист               | Альбом                                 |
| ---- | -------- | -------------------- | -------------------------------------- |
| 2016 | «Run»    | Сонюль, Чинху, Битто | 38 Revenue Collection Unit OST Part. 1 |

## Видеография

### Музыкальные видео
| Год       | Музыкальное видео | Альбом                     |
| Корейский | Корейский         | Корейский                  |
| --------- | ----------------- | -------------------------- |
| 2015      | «So, Dangerous»   | Top Secret                 |
| 2015      | «Catch Me!»       | BRAVO!                     |
| 2016      | «Attention»       | Spotlight                  |
| 2016      | «Tonight»         | Summer Go!                 |
| 2016      | «White Night»     | Burst                      |
| 2017      | «Runner»          | Star;dom                   |
| 2017      | «Going Crazy»     | 2017 Special Photo Edition |
| 2018      | «Candyland»       | 2018 Special Photo Edition |
| 2018      | «Blue Rose»       | Laberinto                  |
| Китайский |                   |                            |
| 2015      | «So, Dangerous»   | Top Secret                 |
| Японский  |                   |                            |
| 2017      | «ID»              | Синглы без альбома         |
| 2018      | «Wild Love»       | Синглы без альбома         |
| 2018      | «Chaser»          | Синглы без альбома         |

#### Другие видео
| Год  | Видео                                    |
| ---- | ---------------------------------------- |
| 2015 | «So, Dangerous» (танцевальная версия)    |
| 2015 | «Come As You Are»                        |
| 2015 | «Catch Me!» (танцевальная версия)        |
| 2016 | «Attention» (одна версия)                |
| 2016 | «Stay» (Re:Member SPOTLIGHT)             |
| 2016 | «Tonight» (танцевальная версия)          |
| 2016 | «White Night» (версия для представлений) |

### Сотрудничество
| Год  | Музыкальное видео | Артист                   | Альбом    |
| ---- | ----------------- | ------------------------ | --------- |
| 2016 | «Cherish»         | Сонюль с Юджу из GFriend | Spotlight |

### Реалити шоу
| Год          | Канал                                                              | Название            | Участники     | Заметки                                                 |
| ------------ | ------------------------------------------------------------------ | ------------------- | ------------- | ------------------------------------------------------- |
| 2015         | NAVER TVCast                                                       | Masked Rookie King  | Все участники | Предебют                                                |
| 2015         | NAVER TVCast                                                       | RISING! UP10TION    | Все участники | Есть корейская и китайская версии                       |
| 2015-present | UP10TION’s Official: - Facebook Page - Youtube Channel - V Channel | U10TV               | Все участники |                                                         |
| 2015-present | UP10TION’s Official: - Facebook Page - Youtube Channel - V Channel | U10SECONDS          | Все участники |                                                         |
| 2017         | Naver VApp Live                                                    | Up10tion’s Wishlist | Все участники | Участники заканчивают задачи, чтобы самоудовлетвориться |

### Развлекательные шоу
| Год  | Канал     | Название                          | Артист                             | Заметки                                                                     |
| ---- | --------- | --------------------------------- | ---------------------------------- | --------------------------------------------------------------------------- |
| 2015 | MBC       | Idol Star Athletics Championships | Все участники                      | 10-й ISAC 2015                                                              |
| 2015 | KBS2      | National Idol Singing Contest     | Все участники                      |                                                                             |
| 2015 | Arirang   | After School Club                 | Все участники                      | Эпизод № 179                                                                |
| 2015 | MBC       | Show! Music Core                  | Ушин, Сяо                          | Особый MC (эпизод № 474)                                                    |
| 2015 | MBC       | Show! Music Core                  | Сяо                                | Особый MC (эпизод № 477)                                                    |
| 2015 | KBS2      | Immortal Songs 2                  | Все участники                      | Спели песню Пак Джи Ён «Dash»                                               |
| 2015 | SBS       | Running Man                       | Кун, Когёль, Битто, Ушин, Сяо      | С Энди из Shinhwa(эпизод № 279)                                             |
| 2015 | SBS       | Star King                         | Кун, Когёль, Ушин                  | Эпизод № 431                                                                |
| 2016 | Arirang   | After School Club                 | Все Участники                      | Эпизод № 193 и 225                                                          |
| 2016 | Arirang   | After School Club                 | Кюджин                             | Эпизод № 198 (Лунный Новый Год, спец выпуск)                                |
| 2016 | MBC       | King of Mask Singer               | Сонюль                             | Соревнование за самую красивую Uhwudong (эпизо № 41-42)                     |
| 2016 | SBS       | Star King                         | Кун                                | С J-Hope и V из BTS (эпизод № 433)                                          |
| 2016 | SBS       | Star King                         | Кун, Хванхи                        | Эпизод № 440                                                                |
| 2016 | SBS       | Star King                         | Кун, Когёль, Ушин, Чинху, Сяо, Вэй | Эпизо № 452 и 453                                                           |
| 2016 | MBC       | Weekly Idol                       | Все участники                      | Эпизод № 233                                                                |
| 2016 | KBS World | Safety First                      | Кун, Когёль, Ушин                  | С Вонхи и Серри из Dal Shabet (эпизод № 515)                                |
| 2016 | KBS World | Safety First                      | Кюджин, Сяо                        | Эпизод № 521                                                                |
| 2016 | KBS2      | National Idol Singing Contest     | Чинху, Кун, Когёль, Битто, Сяо     | Совместный этам с Энди из Shinhwa                                           |
| 2016 | MBC       | Idol Star Athletics Championships | Все участники                      | 11-й и 12-й ISAC 2016                                                       |
| 2016 | KBS2      | Good Morning Korea                | Кун                                | Началось с 18 марта                                                         |
| 2016 | KBS World | Hello Counselor                   | Ушин                               | С Эни из Shinhwa(эпизод № 275)                                              |
| 2016 | YinYueTai | Fan Heart Attack Idol TV          | Все участники                      | Эпизод № 10                                                                 |
| 2016 | JTBC      | «What Are You Doing Today?»       | Все участники                      | Эпизод № 1-2                                                                |
| 2016 | EBS       | Heartwarming 11                   | Ушин, Сяо                          | Постоянные MCs (10 эпизодов)                                                |
| 2016 | MBC       | Show! Music Core                  | Ушин, Сяо                          | Особый MC (эпизод № 517)                                                    |
| 2016 | MBC       | Delicious Map                     | Когёль, Сяо                        | 2 сезон, эпизод № 1                                                         |
| 2016 | MBC       | Duet Song Festival                | Сонюль                             | Chuseok спец-выпуск                                                         |
| 2016 | Mnet      | Hit The Stage                     | Битто                              | Эпизод № 9                                                                  |
| 2016 | SBS MTV   | The Show                          | Ушин                               | Постоянные МС (Началось с 11 октября)                                       |
| 2016 | TvN       | TvNtainer                         | Кун                                | Эпизод № 2                                                                  |
| 2016 | MBN       | Uncle’s Farm                      | Сяо                                | Эпизод № 1-4                                                                |
| 2016 | KBS World | Hello Counselor                   | Кун, Вэй                           | Эпизод № 301                                                                |
| 2016 | KBS2      | 1 v 100                           | Кун, Вэй                           | Члены 100                                                                   |
| 2017 | SBS       | Game Show                         | Ушин                               | Эпизод № 1-2                                                                |
| 2017 | MBC       | King of Mask Singer               | Ушин                               | Гости (эпизод № 95-96)                                                      |
| 2017 | MBC       | Idol Star Athletics Championships | Ве участники                       | 2017 Idol Star Athletics Archery Rhythmic Gymnastics Aerobics Championships |

| Год  | Программа                          | Участники         | Заметки                                                 |                                                         |
| ---- | ---------------------------------- | ----------------- | ------------------------------------------------------- | ------------------------------------------------------- |
| 2015 | Cultwo Show Radio                  | Все участники     | 6 августа                                               |                                                         |
| 2015 | KBS Cool FM Sukira Kiss The Radio  | Все участники     | 25 августа                                              |                                                         |
| 2015 | SBS FM Vixx N Kpop Radio           | Все участники     | 11 октября                                              |                                                         |
| 2015 | SBS Love FM                        | Кун, Когёль, Ушин | 13 ноября                                               |                                                         |
| 2016 | KBS Cool FM Sukira Kiss The Radio  | Все участники     | 1 января                                                |                                                         |
| 2016 | SBS Power FM Park Sohyun Radio     | Кун, Когёль       | 23 января                                               |                                                         |
| 2016 | KBS Cool FM Park Jiyoon Gayo Plaza | Кун               | Фиксированная среда Соучредителя (30 марта — 23 ноября) | Фиксированная среда Соучредителя (30 марта — 23 ноября) |
| 2016 | MBC FM 4 U                         | Сонюль            | 28 апреля                                               |                                                         |
| 2016 | KBS Cool FM Sukira Kiss The Radio  | Хванхи, Сонюль    | 12 мая                                                  |                                                         |
| 2016 | KBS Cool FM Park Jiyoon Gayo Plaza | Все участники     | 4 августа                                               |                                                         |
| 2016 | KBS Cool FM Sukira Kiss The Radio  | Все участники     | 7 августа                                               |                                                         |
| 2016 | SBS Power FM Park Sohyun Radio     | Когёль, Ушин      | 27 августа                                              |                                                         |

### Fashion shows
| Год  | Шоу                                               | Участники         |
| ---- | ------------------------------------------------- | ----------------- |
| 2016 | Heich Es Heich’s F/W 2016 Line Seoul Fashion Week | Когёль, Ушин, Сяо |

### Журналы
| Год  | Журнал        | Участник    | Заметки          |
| ---- | ------------- | ----------- | ---------------- |
| 2016 | CeCi Magazine | Все         | Мартовский выход |
| 2016 | CeCi Magazine | Кун, Когёль | Ноябрьский выход |
| 2016 | Ten Asia      | Все         | Мартовский выход |
| 2016 | Ten Asia      | Все         | Июльский выход   |
| 2016 | The Star      | Все         | Апрельский выход |

### Gaon Chart K-Pop Awards
| Год  | Категория              | Получатель | Результат    |
| ---- | ---------------------- | ---------- | ------------ |
| 2015 | New Artist of the Year | UP10TION   | Номинированы |

### MelOn Music Awards(MMA)
| Год  | Получател | Награда              | Результат    |
| ---- | --------- | -------------------- | ------------ |
| 2015 | UP10TION  | Best New Male Artist | Номинированы |

### Mnet Asian Music Awards(MAMA)
| Год  | Получатель | Награда                     | Результат    |
| ---- | ---------- | --------------------------- | ------------ |
| 2015 | UP10TION   | Best New Male Artist        | Номинированы |
| 2015 | UP10TION   | UnionPay Artist of the Year | Номинированы |

### Seoul Music Awards(SMA)
| Год  | Пчатель  | Награда          | Результат    |
| ---- | -------- | ---------------- | ------------ |
| 2015 | UP10TION | Bonsang Award    | Номинированы |
| 2015 | UP10TION | New Artist Award | Номинированы |
| 2015 | UP10TION | Popularity Award | Номинированы |
| 2016 | UP10TION | Bonsang Award    | Номинированы |
| 2016 | UP10TION | Popularity Award | Номинированы |

### Golden Disk Award(GDA)
| Год  | Получатель | Награда           | Результат    |
| ---- | ---------- | ----------------- | ------------ |
| 2016 | UP10TION   | Album of the Year | Номинированы |